# Linea rossa (metropolitana di Washington)
La linea rossa (in inglese Red Line, indicata sulle mappe come RD) è una linea della metropolitana di Washington. Lunga 51,3 km, conta 27 stazioni, e serve, oltre al distretto di Columbia, la contea di Montgomery, in Maryland.
È stata la prima linea del sistema di cui è iniziata la costruzione (il 9 dicembre 1969) e la prima ad essere inaugurata, il 27 marzo 1976, sul tracciato Farragut North-Rhode Island Avenue-Brentwood; i suoi capolinea attuali sono le stazioni di Shady Grove (a Derwood) e di Glenmont (nell'omonima città). Il suo percorso descrive una "U", servendo la parte settentrionale della città.
La linea rossa scambia con le linee verde e gialla nelle stazioni di Gallery Place e di Fort Totten, e con le linee arancione, blu e argento a Metro Center. È l'unica linea a non condividere tratti di binari con le altre, e l'unica a non entrare in Virginia.

## Storia
La linea rossa fu la prima linea metropolitana di Washington ad essere costruita: i lavori iniziarono il 9 dicembre 1969, e il primo tratto, 7,4 km tra le stazioni Farragut North e Rhode Island Avenue-Brentwood, fu inaugurato il 27 marzo 1976, con la stazione di Gallery Place (all'interno del tracciato) inaugurata solo in dicembre a causa di problemi di accessibilità. Il tracciato si estese ad ovest l'anno successivo (con l'apertura della stazione di Dupont Circle) e ad est nel 1978 (con quattro stazioni, fino a Silver Spring, prima stazione in Maryland). Il ramo ovest fu esteso ancora negli anni successivi, fino a raggiungere il capolinea di Shady Grove nel 1984; il ramo est è arrivato invece a Wheaton nel 1990, e a Glenmont nel 1998. Da allora, l'unico ampliamento è stata l'apertura, nel 2004, della stazione NoMa-Gallaudet U, situata sul percorso preesistente.
Tra il 1997 e il 1999, parte del percorso della linea rossa è stato usato anche da alcuni treni della linea verde, che percorrevano la tratta tra le stazioni di Fort Totten e di Farragut North. Questo servizio è stato eliminato con il completamento della costruzione della linea verde.
Il 22 giugno 2009, la linea rossa è stata teatro di una collisione tra due treni, avvenuta tra le stazioni di Takoma e di Fort Totten. L'incidente, causato dal malfunzionamento di un circuito di binario, ha provocato 9 morti e circa 50 feriti.

## Percorso
La linea rossa ha il suo capolinea nordoccidentale a Derwood, alla stazione Shady Grove. Da qui va verso sudest, prima in superficie (parallelamente al tracciato della Metropolitan Subdivision, una ferrovia della CSX Transportation) e poi in sotterranea dopo la stazione Grosvenor-Strathmore, servendo la città di Bethesda. Dopo aver curvato verso est, incontra le linee blu, arancione e argento a Metro Center, e le linee verde e gialla alla successiva stazione di Gallery Place. Dopo Union Station (presso l'omonima stazione), la linea rossa curva verso nord e torna in superficie, servendo i quartieri di Brentwood e Takoma. Entrata in Maryland, procede verso nord (in parte in sotterranea) fino ad arrivare al capolinea, situato a Glenmont.

## Stazioni
La linea rossa serve le seguenti stazioni, da nordovest a nordest:
| Stazione                      | Località       | Apertura | Interscambi                                               |
| ----------------------------- | -------------- | -------- | --------------------------------------------------------- |
| Shady Grove                   | Derwood        | 1984     |                                                           |
| Rockville                     | Rockville      | 1984     | Maryland Area Regional Commuter (linea Brunswick), Amtrak |
| Twinbrook                     | Rockville      | 1984     |                                                           |
| White Flint                   | North Bethesda | 1984     |                                                           |
| Grosvenor-Strathmore          | North Bethesda | 1984     |                                                           |
| Medical Center                | Bethesda       | 1984     |                                                           |
| Bethesda                      | Bethesda       | 1984     |                                                           |
| Friendship Heights            | Washington     | 1984     |                                                           |
| Tenleytown-AU                 | Washington     | 1984     |                                                           |
| Van Ness-UDC                  | Washington     | 1981     |                                                           |
| Cleveland Park                | Washington     | 1981     |                                                           |
| Woodley Park                  | Washington     | 1981     |                                                           |
| Dupont Circle                 | Washington     | 1977     |                                                           |
| Farragut North                | Washington     | 1976     |                                                           |
| Metro Center                  | Washington     | 1976     | Linea arancione, linea blu, linea argento                 |
| Gallery Place                 | Washington     | 1976     | Linea verde, linea gialla                                 |
| Judiciary Square              | Washington     | 1976     |                                                           |
| Union Station                 | Washington     | 1976     | Union Station                                             |
| NoMa-Gallaudet U              | Washington     | 2004     |                                                           |
| Rhode Island Avenue-Brentwood | Washington     | 1976     |                                                           |
| Brookland-CUA                 | Washington     | 1978     |                                                           |
| Fort Totten                   | Washington     | 1978     | Linea verde, linea gialla                                 |
| Takoma                        | Washington     | 1978     |                                                           |
| Silver Spring                 | Silver Spring  | 1978     | Maryland Area Regional Commuter (linea Brunswick)         |
| Forest Glen                   | Forest Glen    | 1990     |                                                           |
| Wheaton                       | Wheaton        | 1990     |                                                           |
| Glenmont                      | Glenmont       | 1998     |                                                           |